# Othe
Othe é uma comuna francesa na região administrativa de Grande Leste, no departamento de Meurthe-et-Moselle. Estende-se por uma área de 2,97 km². Em 2010 a comuna tinha 37 habitantes (densidade: 12,5 hab./km²).